# Roberto Correa
Roberto Carlos Correa Arias (Buenos Aires, 21 de marzo de 1975) es un exfutbolista argentino que se desempeñaba como centrocampista.

## Clubes
| Club               | País      | Año         |
| ------------------ | --------- | ----------- |
| Defensa y Justicia | Argentina | 1992 - 1995 |
| Almagro            | Argentina | 1995 - 1996 |
| Chacarita Juniors  | Argentina | 1996 - 1997 |
| Defensa y Justicia | Argentina | 1997 - 1999 |
| Deportivo Morón    | Argentina | 1999        |
| Blooming           | Bolivia   | 2000 - 2001 |
| Real Potosí        | Bolivia   | 2001 - 2010 |